# Godavari
Godavari je druga najduža indijska rijeka, nakon Gangesa. 
Izvor joj se nalazi u Triambakeshwaru u saveznoj državi Maharashtra, protječe kroz države Telangana, Andhra Pradesh, Chhattisgarh i Odisha te se ulijeva deltom u Bengalski zaljev. Smatra se svetom rijekom u hinduističkoj religiji. Najveća je rijeka na poluotočnom dijelu Indije te se naziva i Gangesom juga.

## Tok rijeke
Godavari izvire u Zapadnim Gatima u središnjoj Indiji pored mjesta Nashik, 80 km od Arapskog mora. Duljina toka rijeke je 1,465 km, od izvore otječe istočno preko Dekana, potom skreće na jugoistok te prolazi kroz distrikte Zapadni i Istočni Godavari u saveznoj državi Andhra Pradesh, te se ulijeva deltom u Bengalski zaljev. Porječje Godavarija zauzima površinu od 312,812 km2, što je otprilike jedna desetina ukupne površine Indije. Tok rijeke se dijeli na tri dijela:
- gornji tok (od izvora do ušća rijeke Manjira)
- srednji tok (od Manjire do ušća rijeke Pranhita)
- donji tok (od Pranhite do ušća u Bengalskom zaljevu)

## Pritoci
Veći pritoci Godavarija su lijevi - rijeke Purna, Pranhita, Indravati i Sabari te desni - rijeke Pravara, Manjira i Manair. Pranhita je najveći pritok te zauzima 34% od ukupne površine porječja, iako je dugačka samo 113 km no ima brojne manje pritoke. Drugi najduži pritok je Indravati, koja je važan izvor vode za distrikte u saveznim državama Odisha i Chhattisgarh kroz koje protječe.

## Flora i fauna
Na rijeci se nalazi brojni zaštićeni prirodni rezervati, te je stanište ugroženih životinjskih vrsta kao što su vrsta kornjače Lepidochelys olivacea te ribe Labeo fimbriatus. Na rijeci se nalaze i šuma mangrova Coringa koja je zaštićena kao stanište mnogh reptila, riba i rakova te utočišta za ptice Jayakwadi i Nandurmadmeshwar.

## Vodopadi
Vodopad Duduma visine 175 m najviši je vodopad južne Indije, nalazi se na rijeci Sileru. Ostali veći vodopadi na porječju Godavarija su Bogatha, Chitrakoot, Kuntala, Pochera, Sahastrakunda i Teerathgarh.

## Vanjske poveznice
|  | Zajednički poslužitelj ima još gradiva o temi Godavari |